# Зимові Паралімпійські ігри
Зимові Паралімпійські ігри — міжнародні змагання із Зимовіх видів спорту, що проводяться кожні чотири роки під егідою Міжнародного Паралімпійського комітету в рамках Паралімпійського руху.
У 1976 вперше були проведені дві окремі Паралімпіади — літня й зимова. До 1992 Зимові Паралімпійські ігри проходили того ж календарного року, що й Літні Паралімпійські ігри. Починаючи з 1994 зимові Паралімпіади проходять у проміжку між двома літніми Паралімпіадами.

## Зимові види спорту

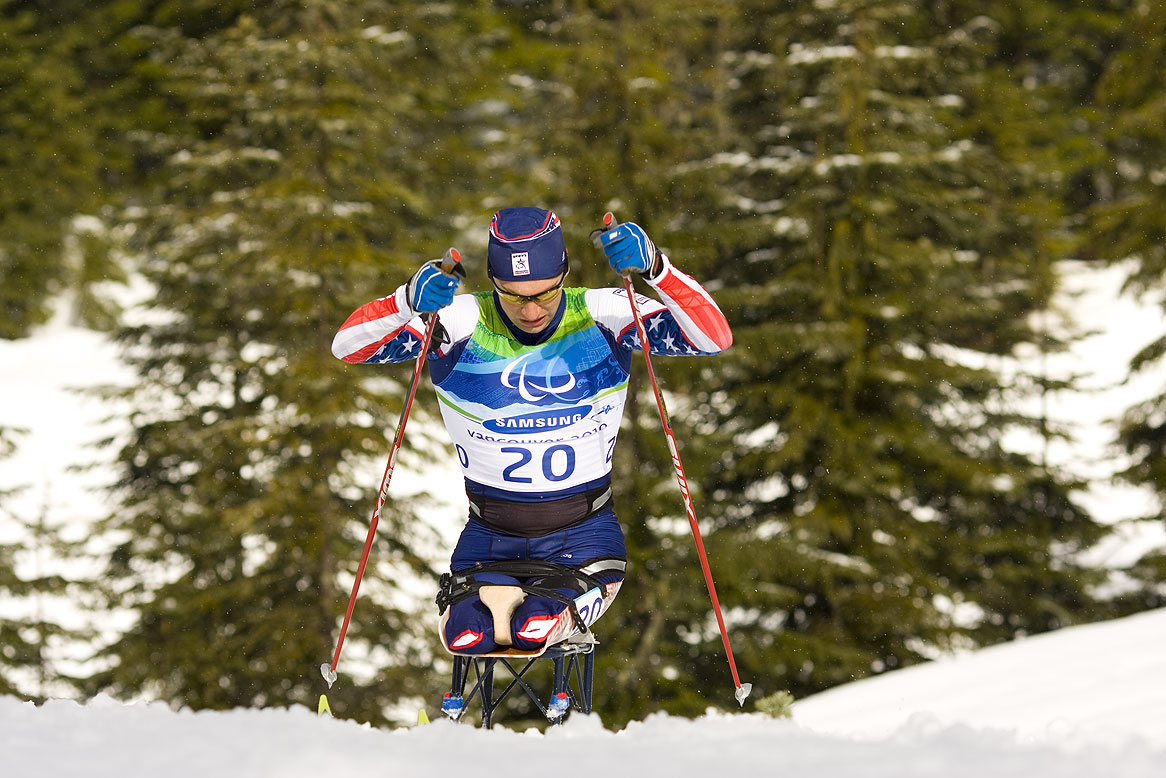
Лижник Ендi Соул, 2010

- Лижні перегони
- Біатлон
- Гірськолижний спорт
- Хокей
- Керлінг

## Категорії спортсменів
МПК виділяє шість категорій інвалідності, що застосовуються як до літніх, так і зимових паралімпійських ігор. Спортсмени з однієї з цих категорій інвалідності здатні конкурувати у літніх або зимових Паралімпійських іграх, хоча і не в кожному виді спорту можна брати участь спортсменам з кожної з цих категорій інвалідності:
1. Часткова або повна втрата щонайменше однієї кінцівки.
2. Церебральний параліч. Беруть участь спортсмени з ушкодженнями головного мозку: наприклад церебральний параліч, черепно-мозкова травма, інсульт або аналогічна інвалідність.
3. Інтелектуальна інвалідність. Спортсмени зі значним порушенням інтелектуального функціонування та пов'язаними обмеженнями поведінки.
4. Інвалідні візки. Спортсмени з травмами спинного мозку та іншими порушеннями, які вимагають для участі в змаганнях використання інвалідного візка.
5. Слабозорі. Спортсмени з порушеннями зору, починаючи від часткової втрати зору до повної сліпоти.
6. Інша інвалідність. Спортсмени з фізичними вадами, які не підпадають під строгі критерії однієї з перерахованих вище п'яти інших категорій, карликовість, розсіяний склероз або вроджені вади кінцівок.[1]

## Список ігор

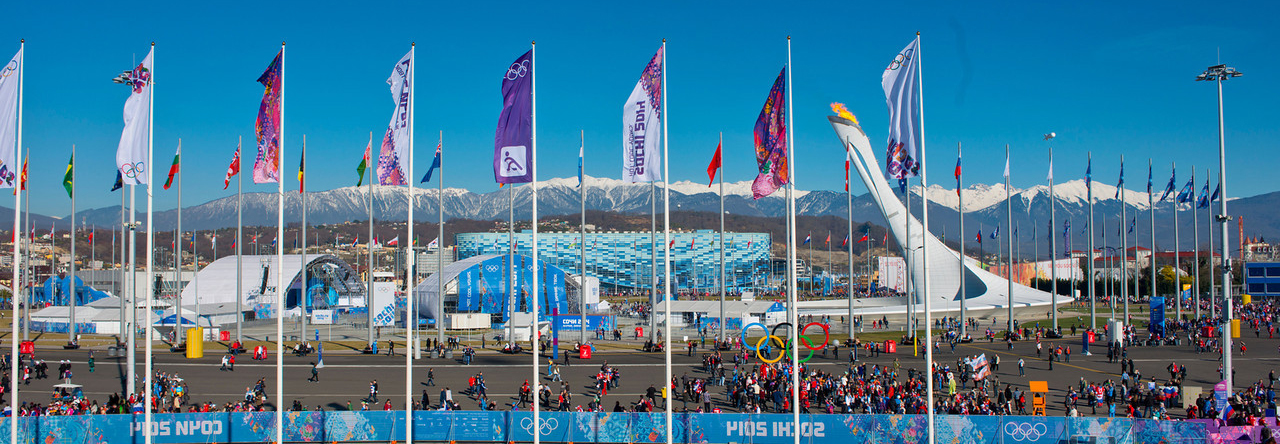
Зимові Паралімпійські ігри 2014

| Рік                             | Ігри | Місто             | Країна                       |
| ------------------------------- | ---- | ----------------- | ---------------------------- |
| Зимові Паралімпійські ігри 1976 | I    | Ерншельдсвік      | Швеція                       |
| Зимові Паралімпійські ігри 1980 | II   | Geilo             | Норвегія                     |
| Зимові Паралімпійські ігри 1984 | III  | Інсбрук           | Австрія                      |
| Зимові Паралімпійські ігри 1988 | IV   | Інсбрук           | Австрія                      |
| Зимові Паралімпійські ігри 1992 | V    | Тінь – Альбервіль | Франція                      |
| Зимові Паралімпійські ігри 1994 | VI   | Ліллегаммер       | Норвегія                     |
| Зимові Паралімпійські ігри 1998 | VII  | Наґано            | Японія                       |
| Зимові Паралімпійські ігри 2002 | VIII | Солт-Лейк-Сіті    | Сполучені Штати Америки      |
| Зимові Паралімпійські ігри 2006 | IX   | Турин             | Італія                       |
| Зимові Паралімпійські ігри 2010 | X    | Ванкувер          | Канада                       |
| Зимові Паралімпійські ігри 2014 | XI   | Сочі              | Росія                        |
| Зимові Паралімпійські ігри 2018 | XII  | Пхьончхан         | Південна Корея               |
| Зимові Паралімпійські ігри 2022 | XIII | Пекін             | Китайська Народна Республіка |

## Таблиця медалей
За офіційними даними Міжнародного паралімпійського комітету. У цій таблиці наведено 20 найкращих країн, які посідають місця за кількістю золотих, потім срібних, а потім бронзових медалей.
| №  | Країна            | Ігри | Золото | Срібло | Бронза | Всього |
| -- | ----------------- | ---- | ------ | ------ | ------ | ------ |
| 1  | Німеччина         | 12   | 137    | 121    | 106    | 364    |
| 2  | Норвегія          | 12   | 136    | 109    | 85     | 327    |
| 3  | США               | 12   | 110    | 119    | 84     | 313    |
| 4  | Австрія           | 12   | 104    | 115    | 113    | 332    |
| 5  | Росія             | 6    | 84     | 88     | 61     | 233    |
| 6  | Фінляндія         | 12   | 77     | 48     | 61     | 185    |
| 7  | Франція           | 12   | 59     | 55     | 57     | 171    |
| 8  | Швейцарія         | 12   | 53     | 55     | 48     | 156    |
| 9  | Канада            | 12   | 51     | 47     | 65     | 163    |
| 10 | Україна           | 6    | 27     | 41     | 44     | 112    |
| 11 | Швеція            | 12   | 26     | 33     | 41     | 100    |
| 12 | Японія            | 12   | 23     | 42     | 35     | 90     |
| 13 | Нова Зеландія     | 11   | 16     | 6      | 9      | 31     |
| 14 | Іспанія           | 11   | 15     | 16     | 12     | 43     |
| 15 | Словаччина        | 7    | 15     | 21     | 19     | 55     |
| 16 | Італія            | 11   | 14     | 22     | 30     | 66     |
| 17 | Австралія         | 11   | 12     | 6      | 16     | 34     |
| 18 | Польща            | 11   | 11     | 6      | 28     | 45     |
| 19 | Об'єднана команда | 1    | 10     | 8      | 3      | 21     |
| 20 | Білорусь          | 6    | 8      | 11     | 16     | 35     |

## Україна на Паралімпійських іграх
| Ігри                | Золото | Срібло | Бронза | Загалом | Місце |
| 1998 Нагано         | 3      | 2      | 4      | 9       | 14    |
| 2002 Солт-Лейк-Сіті | 0      | 6      | 6      | 12      | 18    |
| 2006 Турин          | 7      | 9      | 9      | 25      | 3     |
| 2010 Ванкувер       | 5      | 8      | 6      | 19      | 5     |
| 2014 Сочі           | 5      | 9      | 11     | 25      | 4     |
| 2018 Пхьончхан      | 7      | 7      | 8      | 22      | 6     |
| Всього              | 27     | 41     | 44     | 112     |       |